# Aquis Submersus
Aquis Submersus — картина немецкого художника сюрреалиста-дадаиста Макса Эрнста. Одна из самых ранних работ Эрнста в стиле сюрреализм.

## Описание
На картине изображён бассейн, окружённый зданиями. Особенность зданий в том, что они нарисованы так, как будто рисовал ребёнок от руки. Тени от зданий падают на небо, и становится ясно, что это, скорее всего, стена, расписанная под небо. Ещё одно доказательство «фальшивости» неба, это то, что на «небе» висят часы, которые отражаются в воде бассейна, как луна. В бассейне тонет человек, который перевёрнут, и видно только ноги. На переднем плане фигура, похожая на глиняную. У фигуры есть усы, которые носил отец Эрнста.
Картина носит то же название, что и новелла Теодора Шторма. По-латински aquis submersus переводится «погружённый в воды».